# Natriummetaarsenat
Natriummetaarsenat ist eine chemische Verbindung aus der Gruppe der Arsenate.

## Gewinnung und Darstellung
Natriummetaarsenat kann durch thermische Zersetzung von Natriumdihydrogenarsenat oberhalb von 230 °C gewonnen werden.
{\displaystyle \mathrm {xNaH_{2}AsO_{4}\longrightarrow (NaAsO_{3})x+xH_{2}O} }

## Eigenschaften
Natriummetaarsenat ist ein farbloser Feststoff, der in Form von nadligen Kristallen vorliegt. Die Verbindung besitzt einen polymeren Aufbau. Die Verbindung besitzt eine trikline Kristallstruktur (a=8,07, b=7,44, c=7,32 Å, α=90°, β=91,5°, γ=104°) mit der Raumgruppe P1 (Raumgruppen-Nr. 2). Es entspricht in der Struktur dem Maddrell-Salz. Natriummetaarsenat besitzt eine Röntgendichte von 3,4 g·cm−3 und eine pyknometrische bestimmte Dichte von 3,54 g·cm−3.